# Weinböhla
Weinböhla ist eine Gemeinde und ein staatlich anerkannter Erholungsort im sächsischen Landkreis Meißen.

## Geographie

### Geographische Lage

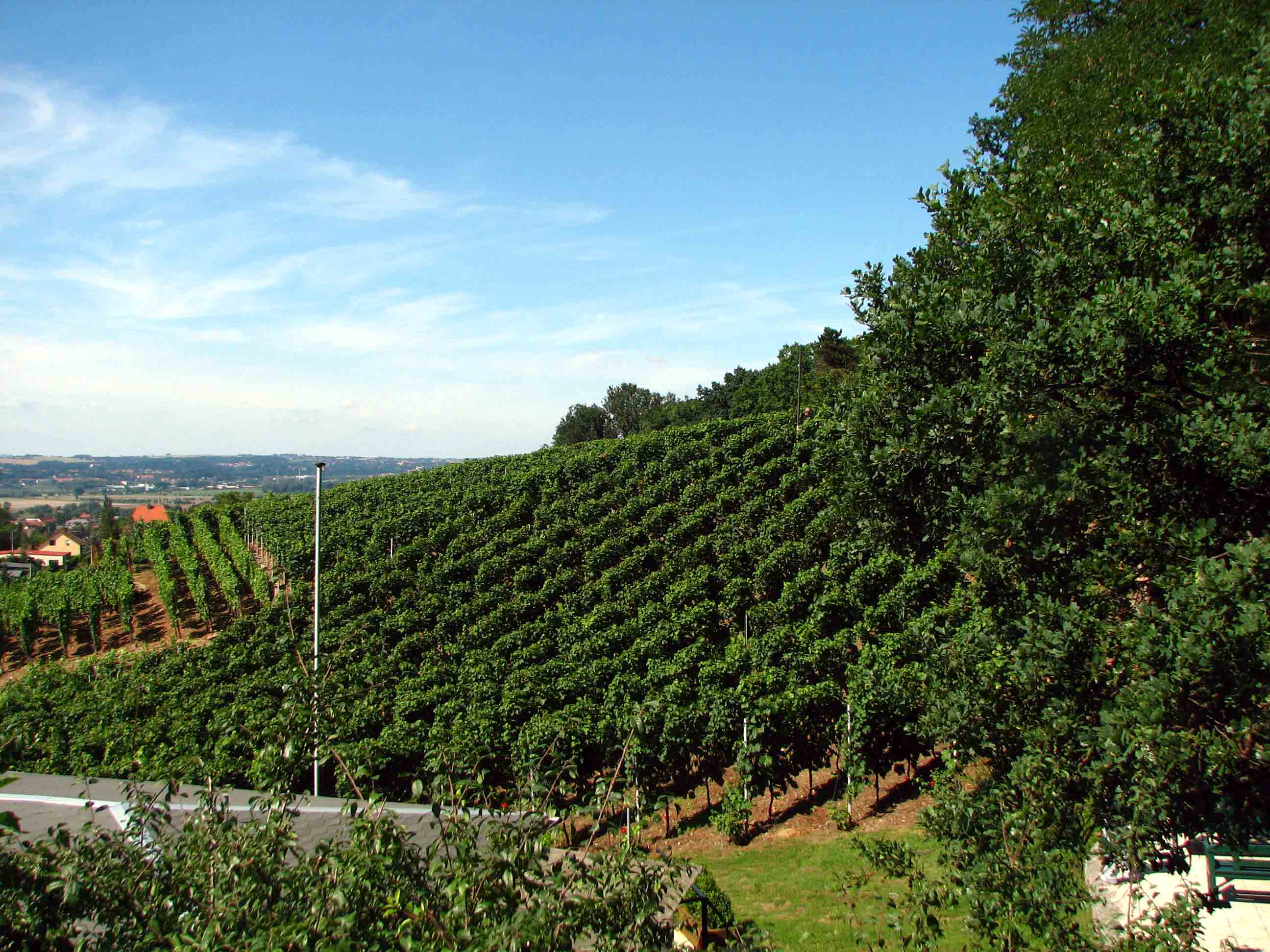
Ratsweinberg in Weinböhla

Weinböhla liegt im dicht besiedelten Elbtalkessel an einem Südwesthang der Elbtalsenke zwischen Meißen und Coswig, mit letzterem ist die Gemeinde zusammengewachsen. Westlich von Weinböhla erstreckt sich die Nassau, östlich der Friedewald.
Die genaue geografische Lage ist bei 51° 10' nördlicher Breite und 13° 34' östlicher Länge am Standort des ehemaligen Postamtes.
Den nordöstlichsten Punkt des Gemeindegebietes stellt der Heidehof im Friedewald dar, den südlichsten der Spitzberg an der Grenze zu Coswig. Der westlichste liegt am Gabenreichbach in der Nassau.
Der tiefste Punkt des Gemeindegebietes liegt mit 104 m ü. NN ebenfalls am Gabenreichbach in der Nassau, höchster Punkt ist mit 209 m der Aussichtspunkt des Wartturmes (Ruine). Größtes Gewässer ist der Gabenreichbach.
Die Fläche der Gemeinde umfasst 19,01 km². Zu DDR-Zeiten war Weinböhla das flächenmäßig größte Dorf des Landes.

### Gemeindegliederung
Weinböhla besteht aus den Ortsteilen Weinböhla und Neuer Anbau.

### Geologie
Prägend für die Geologie von Weinböhla sind vor allem die in der Kreidezeit entstandenen Ton- und Kalkmergelablagerungen, die die Grundlage für die frühere Kalkindustrie der Gemeinde darstellten sowie der namensgebende Heidesand.
Dieser wurde während der Saaleeiszeit durch abschmelzende Gletscher bis in das Elbtal getragen.
Bei den Gesteinen sind vor allem Monzonit und der kieselsäurereichere Granit und Granodiorit des Lausitzer Granitmassivs vorherrschend. Weitere Gesteine sind Rhyolithvorkommen, Gneis und Quarzitsteine.

### Klima
Das Elbtal gehört zur gemäßigten mitteleuropäischen Klimazone. Für den Weinbau günstig ist die jährliche Sonnenscheindauer von 1500 bis 1700 Stunden.

### Nachbargemeinden
Angrenzende Gemeinden im Landkreis Meißen sind die Städte Coswig und Meißen sowie die Gemeinden Moritzburg und Niederau.

## Geschichte

### Etymologie des Ortsnamens

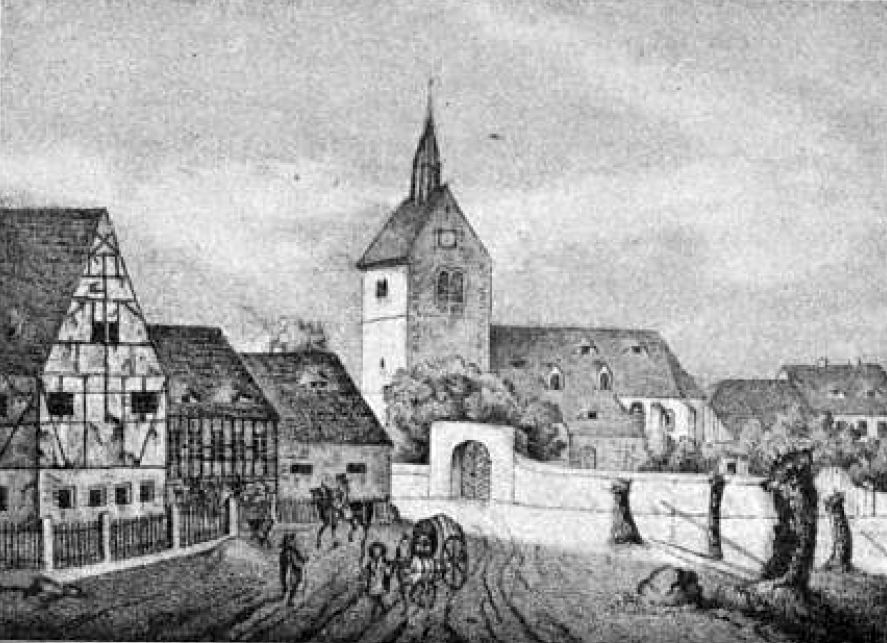
Rund um die Kirche 1840

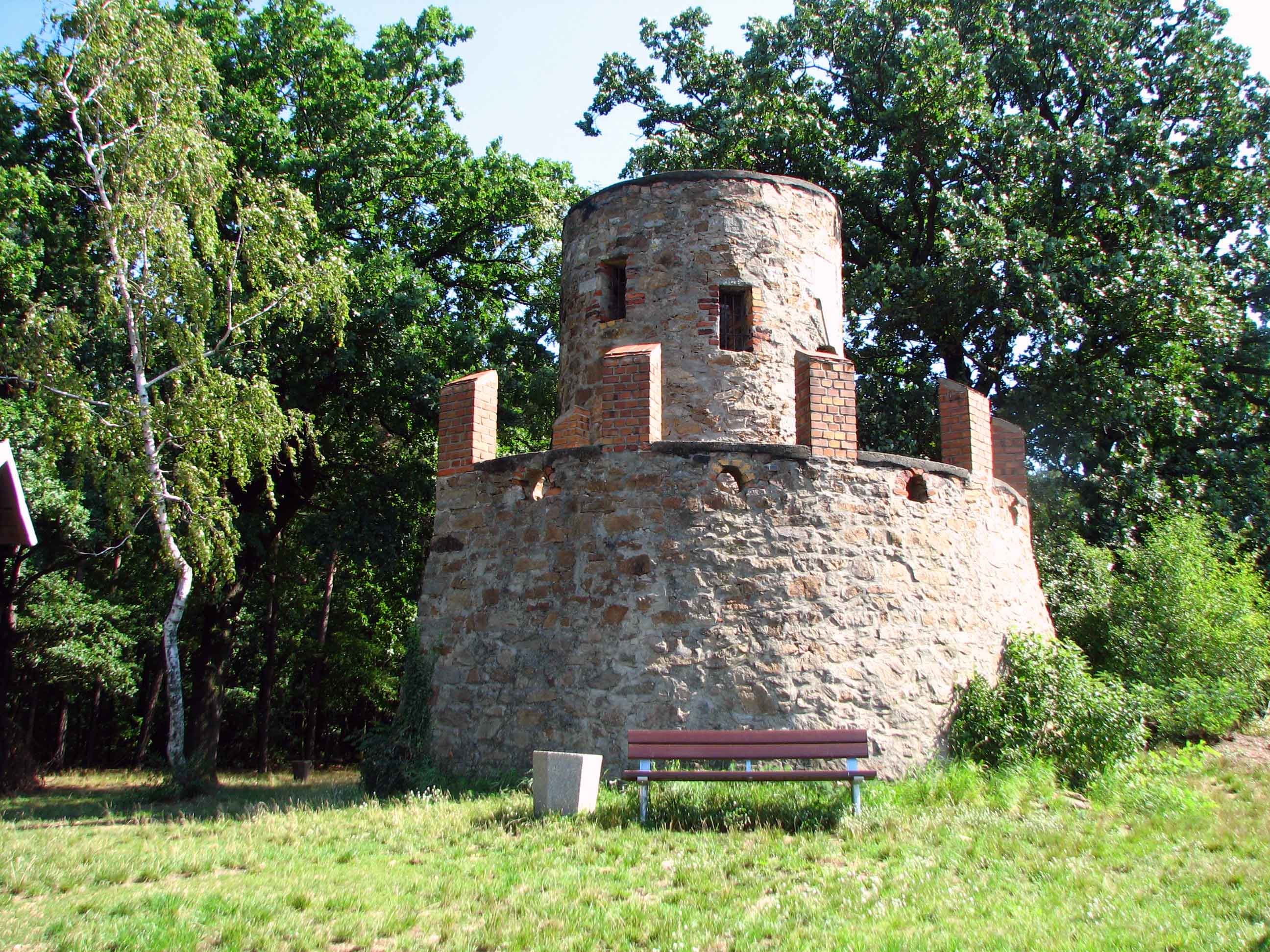
Wartturmruine

Weinböhla wurde erstmals 1349/1350 im Lehnbuch Friedrich des Strengen als „Bel“ erwähnt, abgeleitet aus dem altsorbischen „bela“ (weiß, hell). Diese ursprüngliche Ortsbezeichnung ist auf die sonnige Hanglage und die vorherrschenden Heidesandböden zurückzuführen.
Die Beisilbe „Wein-“ erhielt der Ort erstmals 1513, da hier durch die klimatisch begünstigte Südhanglage bereits damals Wein angebaut wurde. Nach mehrfach wechselnden Schreibweisen des Ortsnamens wird die Gemeinde seit 1692 stets als „Weinböhla“ bezeichnet.

### Mittelalter und Frühe Neuzeit
Vermutlich im Spätmittelalter wurde die alte St.-Martins-Kirche inmitten des Ortskernes erbaut. Wie damals weist dieser auch heute noch die Form eines sorbischen Rundlings auf. Später dehnten sich die Ansiedlungen als erweitertes Platzdorf nach Norden aus.
Am 6. Juni 1551 brannten während eines schweren Gewitters viele Häuser ab. Die Flammen loderten so hoch und andauernd, dass sie als großer feuriger Drache bezeichnet wurden. Der Vorfall ging als Nummer 42 in den Sagenschatz des Königreichs Sachsen von Johann Georg Theodor Gräße ein.

### 19. Jahrhundert und 20. Jahrhundert
Neben der Landwirtschaft und dem Weinanbau hatte zwischen 1793 und 1870 der Kalkabbau eine sehr große Bedeutung.
Ab Ende des neunzehnten Jahrhunderts begann sich der Ort in seiner jetzigen Struktur zu entwickeln. Zwischen 1890 und dem Beginn des Ersten Weltkrieges erlebte Weinböhla eine enorme Bautätigkeit, wobei der gesamte obere Ortsteil entstand.
Das preiswerte Bauland, die Nähe zu Dresden und Meißen, die schöne landschaftliche Lage und die bereits damals schon günstige Verkehrsanbindung bewogen viele gutsituierte Leute, sich hier anzusiedeln. Das Kaiserliche Gesundheitsamt Berlin empfahl Weinböhla als Luftkurort.
Nachdem die Folgen des Krieges und der Inflation überwunden waren, entstand 1927 das neue Rathaus und nochmals zwei neue Wohnsiedlungen. 1931 wurde Weinböhla durch den Straßenbahnanschluss unmittelbar mit der Landeshauptstadt Dresden verbunden. Sehr wichtig war auch der Spargelanbau in den 1920er und 1930er Jahren und der intensive Obst- und Gemüseanbau bis in die heutige Zeit hinein. Das Liefergebiet der ansässigen Betriebe reichte bis nach Berlin.
Seit 1990 ist Weinböhla dabei, durch umfangreiche Baumaßnahmen eine moderne Infrastruktur zu schaffen, den alten Ortskern zu sanieren und ein neues Verkehrskonzept umzusetzen.
Die Neugestaltung des Rathausplatzes, komfortable Beherbergungsstätten und Freizeiteinrichtungen sowie eine Vielzahl neuer Wohnungsbauten lassen den Ort für Gäste und Einwohner ständig attraktiver werden.
Nach der Rekonstruktion des Zentralgasthofs, Grundsteinlegung zum neuen Foyer war am 1. August 1997, steht hier seit 1999 wieder ein Veranstaltungszentrum mit überregionaler Bedeutung zur Verfügung.
Anlässlich der 650-Jahr-Feier Weinböhlas wurde während der Jubiläumsfestwoche die Weinböhlaer Ortschronik herausgegeben.

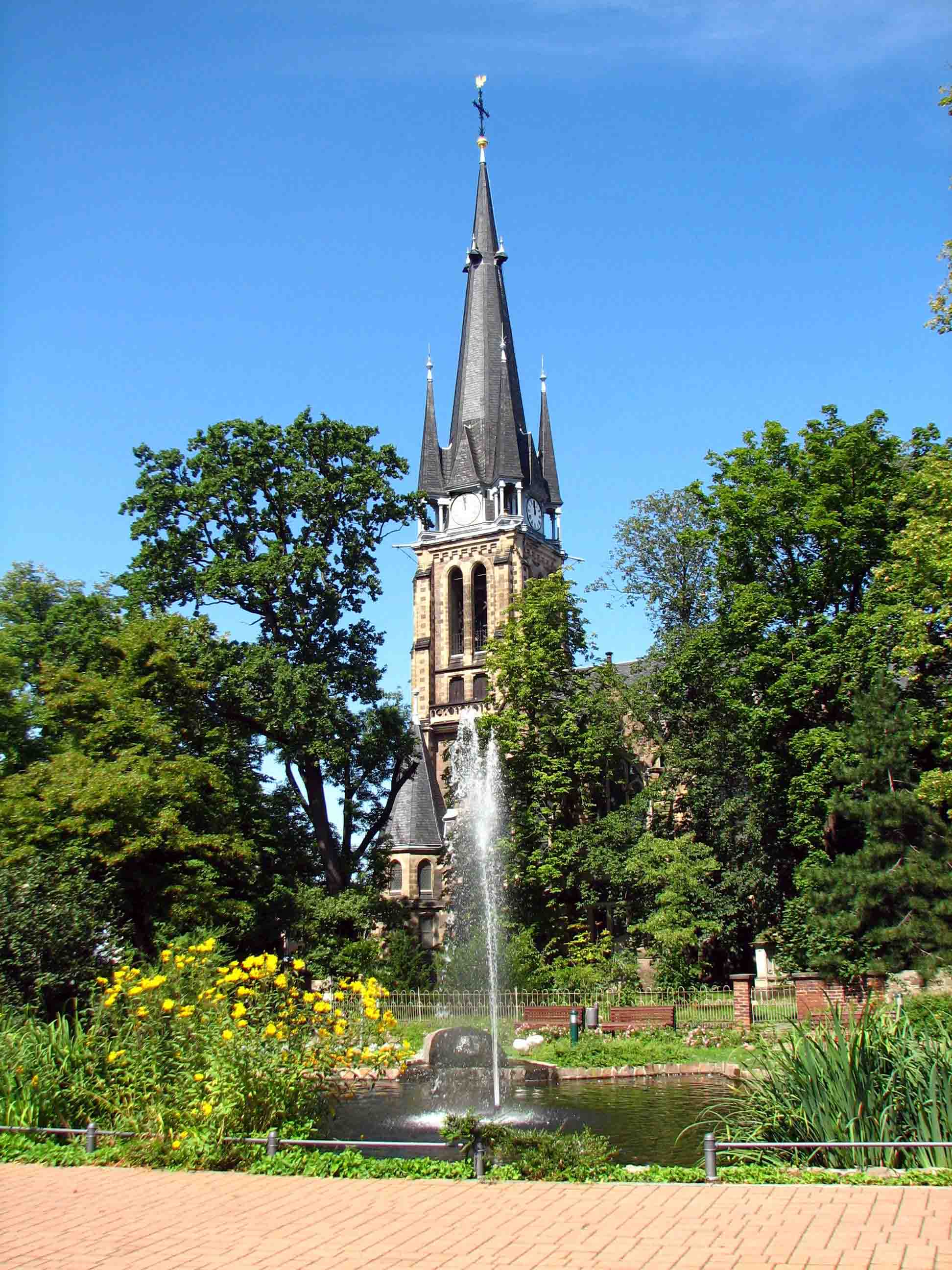
St.-Martins-Kirche

### Religionen
Es gibt eine Evangelisch-Lutherische (St. Martinskirche) und eine römisch-katholische Kirche in Weinböhla.

### Einwohnerentwicklung
Entwicklung der Einwohnerzahl (31. Dezember):
| Jahr      | 1960   | 2002   | 2004   | 2005   | 2007   | 2008   | 2009   | 2010   | 2012   | 2013   | 2016   |
| --------- | ------ | ------ | ------ | ------ | ------ | ------ | ------ | ------ | ------ | ------ | ------ |
| Einwohner | 10.278 | 10.406 | 10.333 | 10.318 | 10.191 | 10.209 | 10.214 | 10.262 | 10.077 | 10.066 | 10.387 |

 Datenquelle ab 2002: Statistisches Landesamt Sachsen

## Gedenkstätten
- Ein Gedenkstein aus den 1960er Jahren an der Dresdner Straße erinnert an drei kommunistische Widerstandskämpfer(innen), die Opfer der NS-Diktatur wurden: Helene Glatzer erlag 1935 ihren Misshandlungen in der Untersuchungshaftanstalt Halle (Saale), Paul Huth kam 1940 im KZ Buchenwald ums Leben, und Hellmut Türk starb bereits 1933 im KZ Hohnstein.
- Am Dorfteich steht ein Gedenkstein für die in der Umgebung Weinböhlas gefallenen Rotarmisten (In russischer Sprache; direkt daneben steht ein Schild mit der deutschen Übersetzung)
- Ebenfalls am Dorfteich gibt es ein Denkmal für die Gefallenen des 1. Weltkrieges. Es steht unter Denkmalschutz.
- Gedenkstein für Karl von Drais vor dem Friedensturm an der Wilhelm-Wiesner-Straße
- Gedenkstein für Friedrich Ludwig Jahn auf der Friedrich-Ludwig-Jahn-Sportstätte an der Spitzgrundstraße
- Ehrenmal für die Opfer von Krieg, Vertreibung und Gewalt am Eingang zum Friedhof an der Friedensstraße

## Politik
- Linke: 1
- SPD: 1
- BiW: 3
- FDP: 1
- CDU: 7
- AfD: 5

### Gemeinderat
Seit der Gemeinderatswahl am 9. Juni 2024 verteilen sich die 18 Sitze des Gemeinderates folgendermaßen auf die einzelnen Gruppierungen:
- CDU: 7 Sitze
- AfD: 5 Sitze

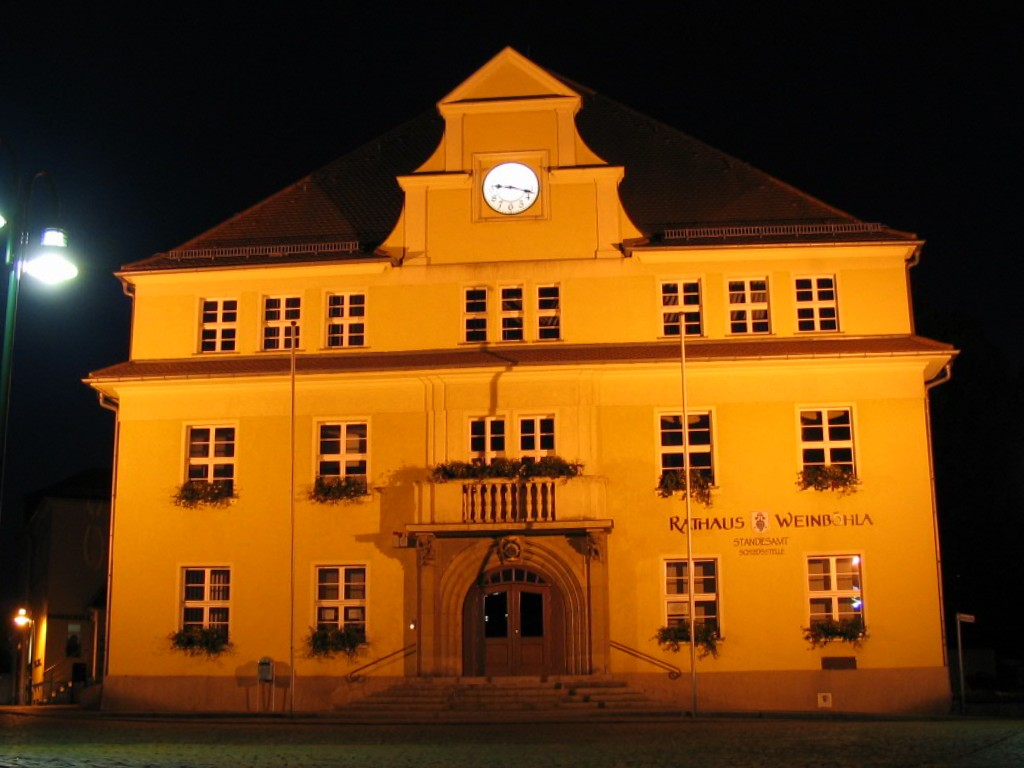
Das Rathaus in Weinböhla

- BiW (Bürgerinitiative Weinböhla e. V.): 3 Sitze
- LINKE: 1 Sitz
- SPD: 1 Sitz
- FDP: 1 Sitz

| Wahl | Wahlbeteiligung | CDU    | AfD    | BIW    | SPD    | LINKE  | FDP    | Schirmer |
| ---- | --------------- | ------ | ------ | ------ | ------ | ------ | ------ | -------- |
| 2024 | 73,7 %          | 41,6 % | 30,4 % | 17,6 % | 4,2 %  | 3,1 %  | 3,1 %  | –        |
| 2019 | 70,1 %          | 46,8 % | 23,5 % | 16,3 % | 05,2 % | 08,2 % | –      | –        |
| 2014 | 53,8 %          | 51,4 % | –      | 20,0 % | 07,3 % | 12,0 % | 02,7 % | 06,6 %   |

### Bürgermeister
Bürgermeister ist Siegfried Zenker (CDU). Er wurde am 7. Juni 2015 mit 53,7 % der gültigen Stimmen zum Nachfolger von Reinhart Franke gewählt. Die Wahlbeteiligung lag bei 59,6 %.
| Wahl | Bürgermeister    | Vorschlag | Wahlergebnis (in %) |
| ---- | ---------------- | --------- | ------------------- |
| 2022 | Siegfried Zenker | CDU       | 96,7                |
| 2015 | Siegfried Zenker | CDU       | 53,7                |
| 2008 | Reinhart Franke  | CDU       | 96,8                |
| 2001 | Reinhart Franke  | CDU       | 62,5                |

### Wappen
Das Weinböhlaer Wappen geht auf ein Siegelbild des Individualhufenverzeichnisses aus dem Jahr 1764 zurück. Die Blasonierung lautet: „In Silber eine freischwebende blaue Weintraube an hohem grünen Reis mit zwei über ein schwarzes Stützholz gebogenen, sich nach außen neigenden Blättern. Unten, neben der Traube, zwei sechsstrahlige schwarze Sterne.“

### Ortspartnerschaften
Weinböhla unterhält eine Ortspartnerschaft mit Oftersheim in Baden-Württemberg.

## Kultur und Sehenswürdigkeiten

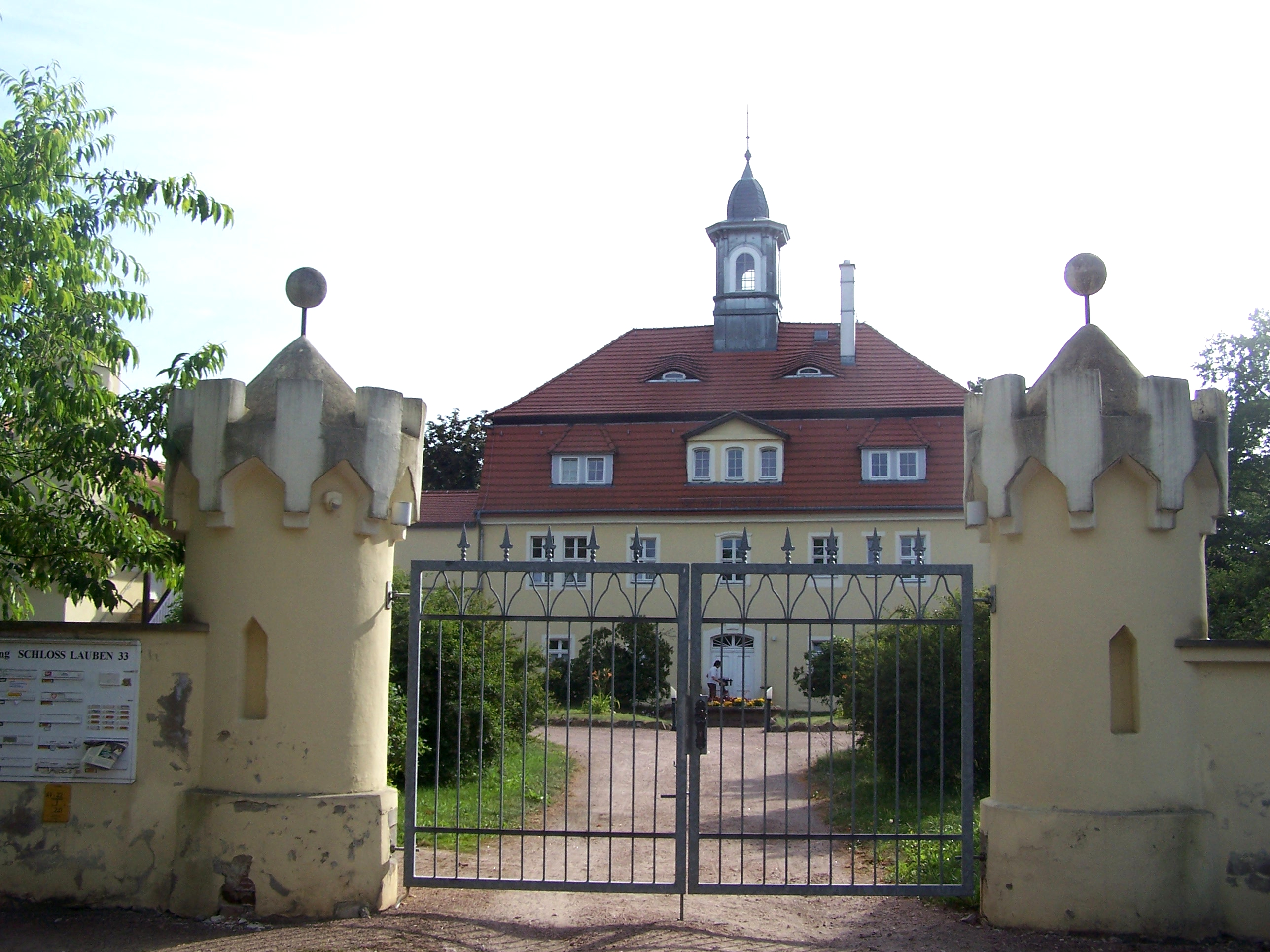
Schloss Lauben

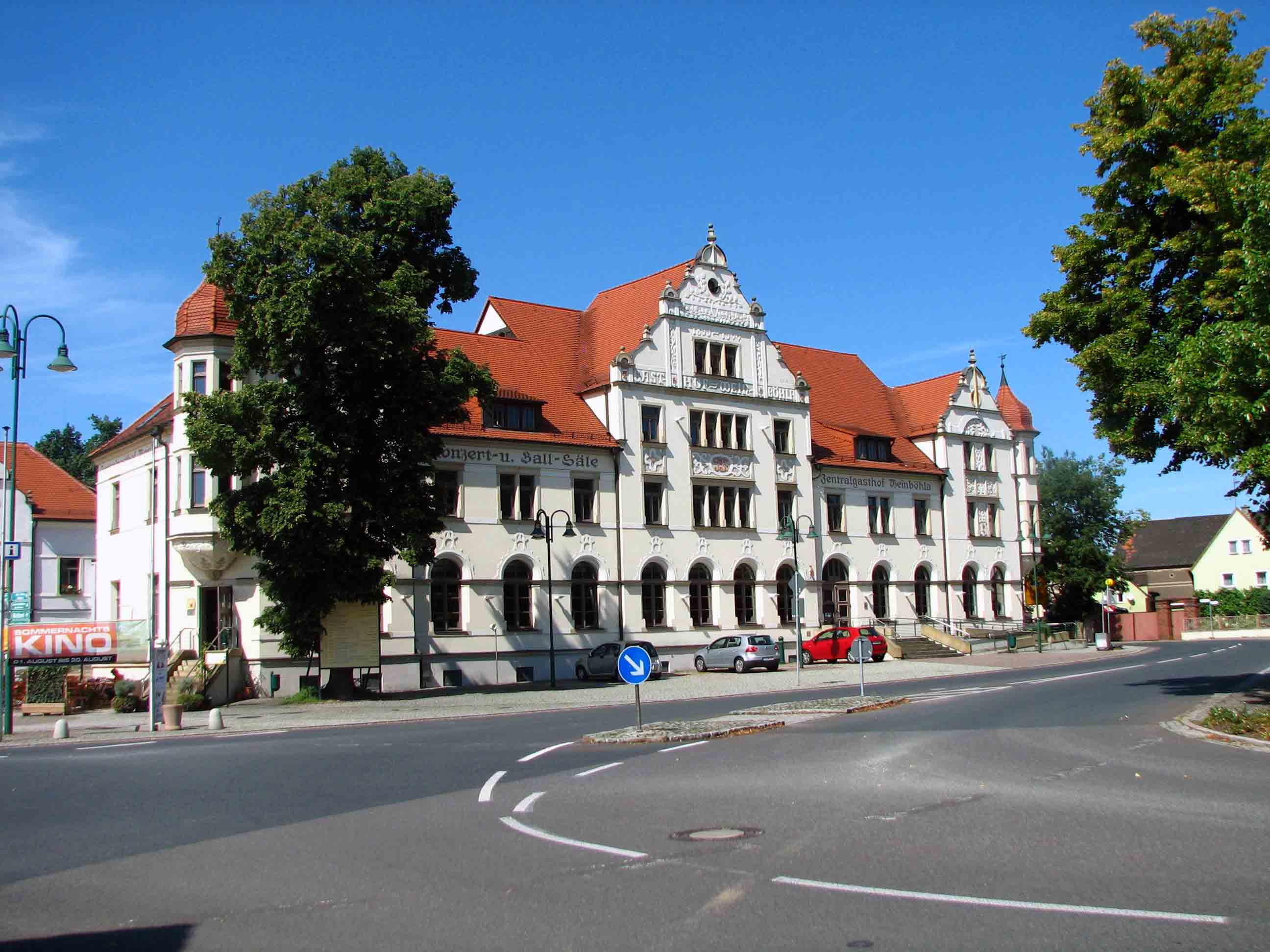
Zentralgasthof

### Museen
- Heimatmuseum
- Sächsische Fahrrad-Erlebniswelt Velocium

### Bauwerke
- Schloss Lauben aus dem 17. Jahrhundert, jetzt privat genutzt
- 3 Türme von Weinböhla:
  - Friedensturm (Aussichtsturm). 1903 als Bismarckwarte errichtet. 1956 restauriert, seither Friedensturm[8]
  - König-Albert-Turm (Aussichtsturm). 1898 errichtet, 1999 grundsaniert.[9][10]
  - Wartturm (restaurierte Ruine).[9]
- Zentralgasthof Weinböhla
- Wolfssäule Friedewald
- Rathausbrunnen

### Regelmäßige Veranstaltungen
Das Winzer- und Straßenfest findet jedes Jahr am ersten Septemberwochenende statt.
Der Künstlermarkt, jedes Jahr im Juni, zeigt Künstler und ihre Kunst.

### Karneval
Der Weinböhlaer Karnevalsverein (WKV) wurde 1969 als Elferrat Weinböhla gegründet. Er besitzt den selbst kreierten Karnevalsruf „Wambu-la“.

## Sportvereine

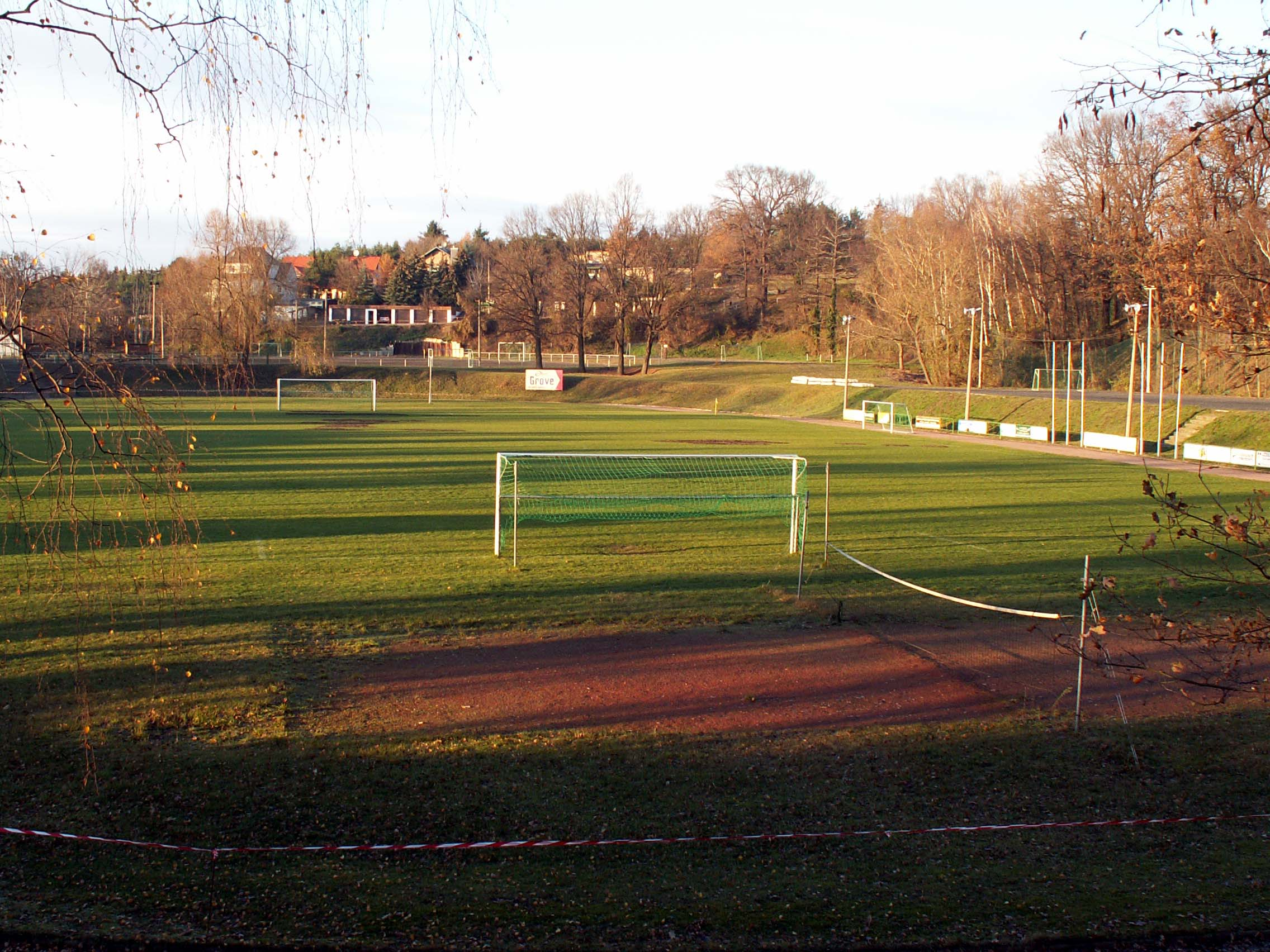
Friedrich-Ludwig-Jahn-Sportstätte

Seit 1885 existiert der Turn- und Sportverein (TuS) Weinböhla der heute 791 Mitglieder (Stand 1. Januar 2020) hat. 1962 wurde der Verein in BSG Fortschritt Weinböhla umbenannt, seit 1990 besitzt er wieder seinen ursprünglichen Namen.
Zurzeit bestehen die Abteilungen Fußball, Turnen, Laufgruppe, Gymnastik, Aerobic, Kegeln, Freizeitsport und die Herzgruppe. Sportplätze des TuS Weinböhla sind unter anderem die Nassauhalle sowie die Friedrich-Ludwig-Jahn-Sportstätte.
2011 gliederte sich die Abteilung Handball aus dem TuS aus und gründeten den Handball-Sportverein (HSV) Weinböhla.
Der 1.Tennisclub Weinböhla 1994 nutzt die Tennis-Anlage auf der Spitzgrundstraße 82.
Der Radfahrerverein Weinböhla wurde 1906 gegründet. Er besaß ursprünglich den Namen Arbeiter-Radfahrerverein Freies Ziel. Die Mitglieder nahmen an Wettkämpfen des Kunstradfahrens, Radpolos und Radballs teil. Im Radball gewannen sie in den 1920er und 1930er Jahren zweimal die Bundesmeisterschaft. Aktuell gliedert sich der Verein in die Gruppen Radwandern, Einradfahren und Historische Radgruppe.

## Wirtschaft, Infrastruktur und Bildung

### Verkehr
Weinböhla ist durch die Staatsstraße 80 (S80) an die Autobahn 4 (A4) angebunden. Der Ausbau der S80 in Weinböhla über die Köhlerstraße ist umstritten.
Weinböhla liegt im Gebiet des Verkehrsverbundes Oberelbe. Das Gemeindegebiet durchqueren die Bahnstrecken Dresden–Berlin und Dresden–Leipzig. Zum Fahrplanwechsel am 15. Dezember 2002 wurde der Bahnhof Weinböhla an der Strecke nach Berlin geschlossen und ein gleichnamiger Haltepunkt an der Strecke nach Leipzig eröffnet. Dort halten stündlich die Regionalexpresslinien Dresden – Leipzig und Dresden – Cottbus/Hoyerswerda sowie die Regionalbahnlinie Dresden-Elsterwerda(Biehla). An diesem enden auch zwei Buslinien (411 und 421) der Verkehrsgesellschaft Meißen, welche Weinböhla mit der Kreisstadt Meißen verbinden. Weitere führen nach Radeburg (403) und Großdobritz (459).
Außerdem liegt in Weinböhla der Endpunkt der Straßenbahnlinie 4 der Dresdner Verkehrsbetriebe.

### Wirtschaft
Die Fachklinik Weinböhla ist eine Rehabilitationsklinik zur Behandlung von alkohol- und medikamentenabhängigen Menschen sowie Betroffenen mit Abhängigkeiten von illegalen Drogen. Träger ist die Diakoniestiftung in Sachsen.

### Bildung
In Weinböhla gibt es eine Oberschule, welche unter Denkmalschutz steht, sowie eine Grundschule.
Seit dem Schuljahr 2021/2022 hat Weinböhla ein eigenes Gymnasium, das Freie Gymnasium Weinböhla mit sportlich/sprachlichem Profil unter Trägerschaft des Unternehmens Rahn Education Leipzig.
Im Zuge eines Neubaus soll das Schulgebäude auch eine eigene Sternwarte erhalten und Astronomie als Unterrichtsfach anbieten. Dazu wird noch eine moderne 3-Feld-Sporthalle errichtet, die auch den Weinböhlaer Vereinen zur Verfügung stehen soll.

## Persönlichkeiten

### Ehrenbürger
- 2017: Reinhart Franke, langjähriger Bürgermeister[20]

### Söhne und Töchter der Gemeinde
- Karl Christoph Nestler (1740–1804), evangelischer Theologe
- Friedrich Geißler (1839–1884), evangelischer Pfarrer
- Georg Eras (1877–1961), Maler, Dichter, Schulleiter und Heimatfreund
- Reinhold Langner (1905–1957), Holzbildhauer, Bauplastiker, Zeichner und Maler
- Erwin Gniza (1910–2006), Wegbereiter der deutschen Arbeitsschutztheorie
- Walter Bärsch (1914–1996), Psychologe, Sonderpädagoge und Erziehungswissenschaftler
- Joachim Specht (1931–2016), Schriftsteller
- Manfred Höppner (1934–2023), Arzt
- Elisabeth Alter (* 1953), Politikerin (SPD) und Abgeordnete im Landtag von Brandenburg

### Persönlichkeiten, die vor Ort wirkten und wirken
- Helene Glatzer (1902–1935), kommunistische Widerstandskämpferin
- Peter Sodann (1936–2024), Schauspieler und Regisseur
- Jörg Herchet (* 1943), Komponist